# Campeonato Mundial de Meia Maratona de 2001

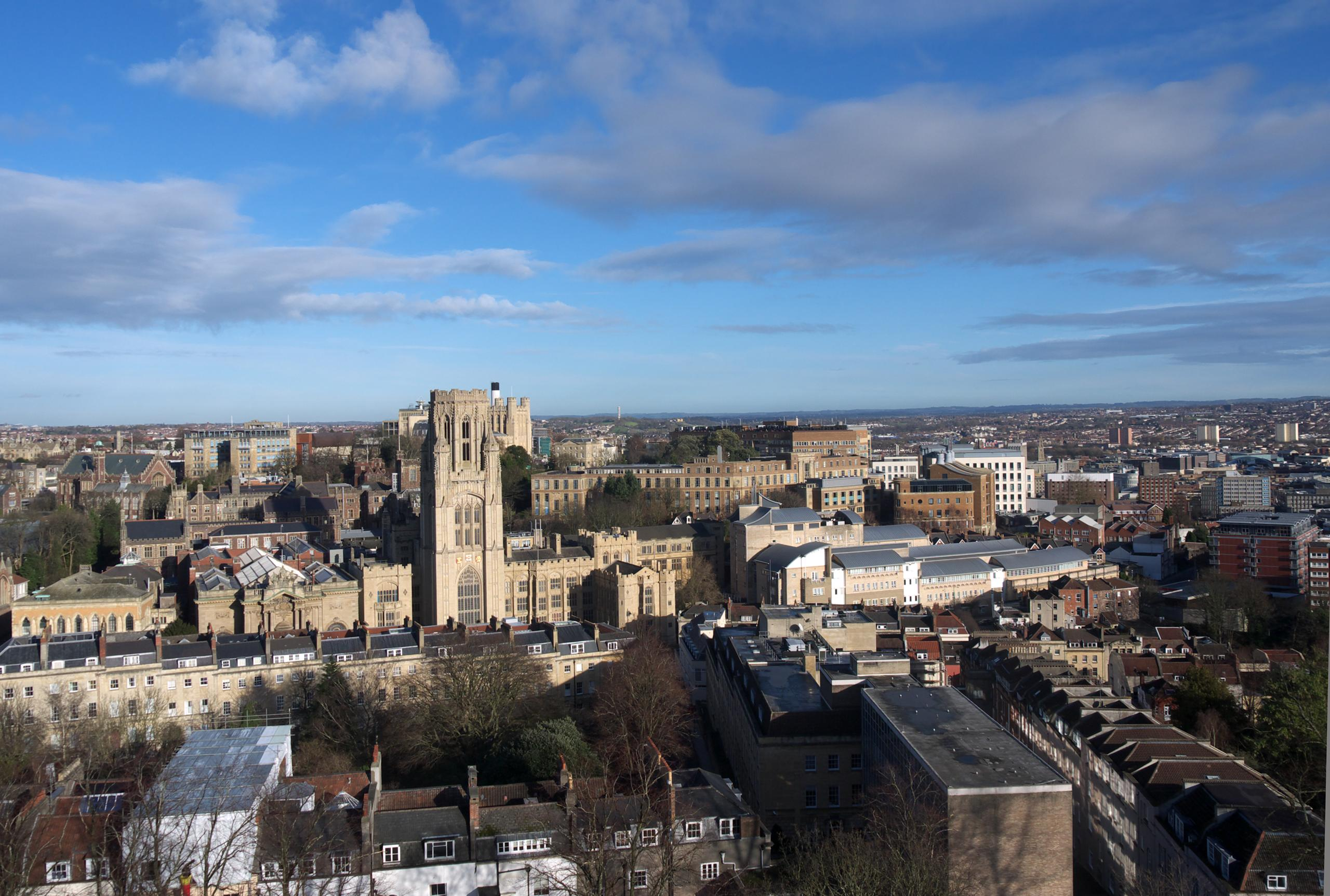
Bristol, cidade onde foi realizada a prova.

O 10º Campeonato Mundial de Meia Maratona foi realizado em 7 de outubro de 2001, na cidade de Bristol, Reino Unido, e ocorreu simultaneamente com a Meia Maratona de Bristol daquele ano. Um total de 200 atletas, 125 homens e 75 mulheres, de 52 países, participaram.

## Resultados

### Corrida Masculina

#### Individual
| Posição | Competidor             | Nacionalidade | Tempo        |
| ------- | ---------------------- | ------------- | ------------ |
| 1       | Haile Gebrselassie     | ETH           | 1:00:03 (PB) |
| 2       | Tesfaye Jifar          | ETH           | 1:00:04 (PB) |
| 3       | John Yuda Msuri        | TAN           | 1:00:12 (PB) |
| 4       | Hendrick Ramaala       | RSA           | 1:00:15      |
| 5       | Tesfaye Tola           | ETH           | 1:00:24 (PB) |
| 6       | Evans Rutto            | KEN           | 1:00:43      |
| 7       | Peter Chebet           | KEN           | 1:00:56 (PB) |
| 8       | Christopher Cheboiboch | KEN           | 1:01:14      |
| 9       | Jaouad Gharib          | MAR           | 1:01:41      |
| 10      | Khalid Skah            | MAR           | 1:01:41      |
| 11      | Salah Hissou           | MAR           | 1:01:56 (PB) |
| 12      | Phaustin Baha Sulle    | TAN           | 1:02:15      |
| 13      | John Gwako             | KEN           | 1:02:15 (PB) |
| 14      | Abner Chipu            | RSA           | 1:02:18      |
| 15      | Mostafa Errebbah       | ITA           | 1:02:19 (PB) |

#### Equipas
| Posição | País          | Competidores                                                      |
| ------- | ------------- | ----------------------------------------------------------------- |
| 1       | Etiópia       | Haile Gebrselassie (1º) Tesfaye Jifar (2º) Tesfaye Tola (5º)      |
| 2       | Quênia        | Evans Rutto (6º) Peter Chebet (7º) Christopher Cheboiboch (8º)    |
| 3       | Tanzânia      | John Yuda Msuri (3º) Phaustin Baha Sulle (12º) Benedict Ako (22º) |
| 4       | Marrocos      | Jaouad Gharib (9º) Khalid Skah (10º) Salah Hissou (11º)           |
| 5       | África do Sul | Hendrick Ramaala (4º) Abner Chipu (14º) George Mofokeng (27º)     |

### Corrida Feminina

#### Individual
| Posição | Competidora         | Nacionalidade | Tempo        |
| ------- | ------------------- | ------------- | ------------ |
| 1       | Paula Radcliffe     | GBR           | 1:06:47 (CR) |
| 2       | Susan Chepkemei     | KEN           | 1:07:36 (PB) |
| 3       | Berhane Adere       | ETH           | 1:08:17 (PB) |
| 4       | Mizuki Noguchi      | JPN           | 1:08:23 (PB) |
| 5       | Jeļena Prokopčuka   | LAT           | 1:08:43 (PB) |
| 6       | Elana Meyer         | RSA           | 1:08:56 (PB) |
| 7       | Olivera Jevtić      | YUG           | 1:09:51 (PB) |
| 8       | Isabella Ochichi    | KEN           | 1:10:01      |
| 9       | Yasuyo Iwamoto      | JPN           | 1:10:06 (PB) |
| 10      | Mihaela Botezan     | ROM           | 1:10:11      |
| 11      | Nuta Olaru          | ROM           | 1:10:27      |
| 12      | Caroline Kwambai    | KEN           | 1:10:27      |
| 13      | Lyudmila Biktasheva | RUS           | 1:10:31 (PB) |
| 14      | Aurica Buia         | ROM           | 1:10:40 (PB) |
| 15      | Restituta Joseph    | TAN           | 1:10:43      |

#### Equipas
| Posição | País                            | Competidoras                                                      |
| ------- | ------------------------------- | ----------------------------------------------------------------- |
| 1       | Quênia                          | Susan Chepkemei (2ª) Isabella Ochichi (8ª) Caroline Kwambai (12ª) |
| 2       | Japão                           | Mizuki Noguchi (4ª) Yasuyo Iwamoto (9ª) Takako Kotorida (25ª)     |
| 3       | Etiópia                         | Berhane Adere (3ª) Meseret Kotu (17ª) Teyeba Erkesso (20ª)        |
| 4       | Grã-Bretanha e Irlanda do Norte | Paula Radcliffe (1ª) Liz Yelling (23ª) Annie Emmerson (31ª)       |
| 5       | Romênia                         | Mihaela Botezan (10ª) Nuta Olaru (11ª) Aurica Buia (14ª)          |